# Scotland (Georgia)
Scotland is een plaats (city) in de Amerikaanse staat Georgia, en valt bestuurlijk gezien onder Telfair County en Wheeler County.

## Demografie
Bij de volkstelling in 2000 werd het aantal inwoners vastgesteld op 300.
In 2006 is het aantal inwoners door het United States Census Bureau geschat op 293, een daling van 7 (-2,3%).

## Geografie
Volgens het United States Census Bureau beslaat de plaats een oppervlakte van
3,6 km², geheel bestaande uit land. Scotland ligt op ongeveer 50 m boven zeeniveau.

## Plaatsen in de nabije omgeving
De onderstaande figuur toont nabijgelegen plaatsen in een straal van 24 km rond Scotland.